# Hypericum canadense
Hypericum canadense är en johannesörtsväxtart som beskrevs av Carl von Linné. Hypericum canadense ingår i släktet johannesörter, och familjen johannesörtsväxter. Inga underarter finns listade i Catalogue of Life.

## Bildgalleri

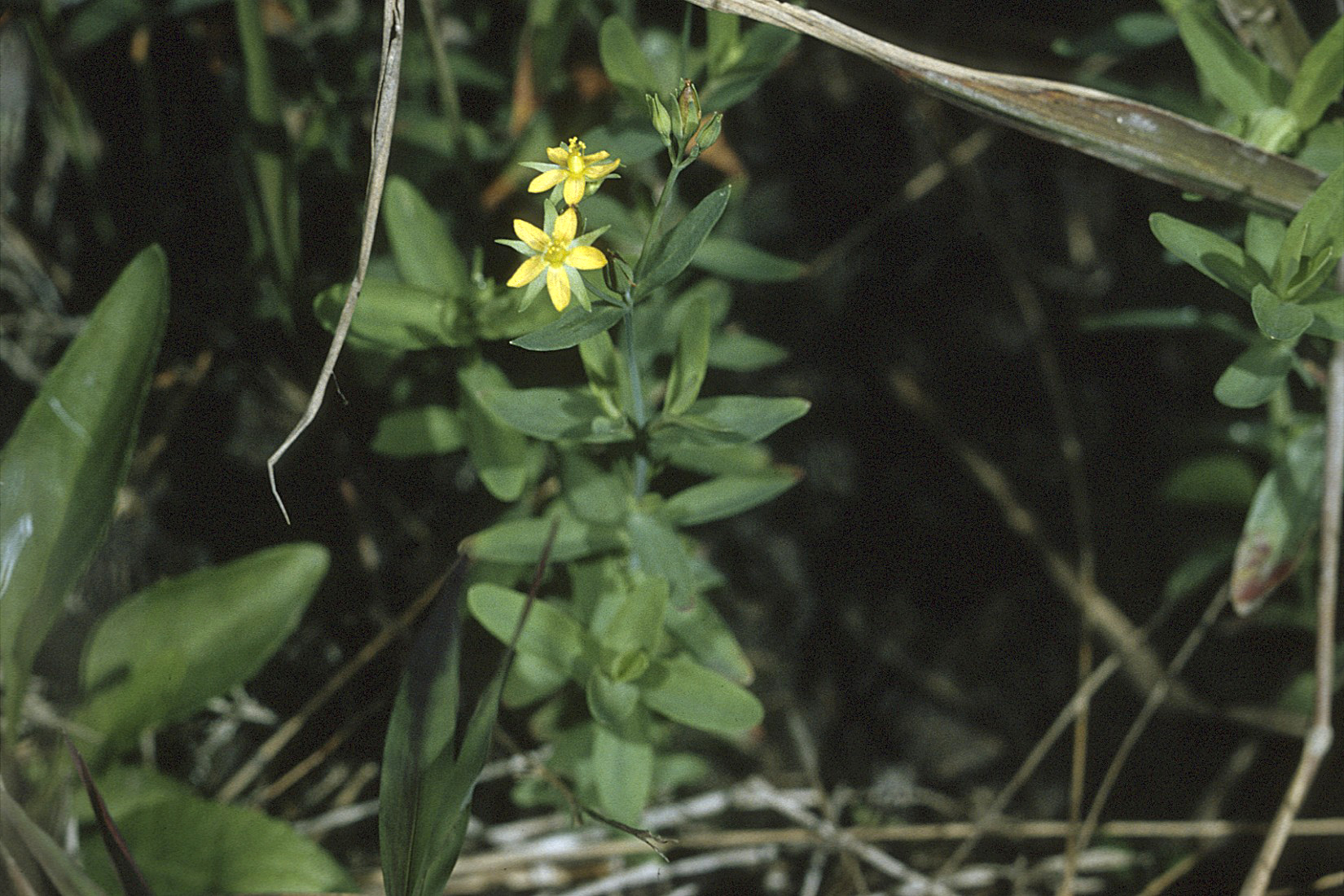